# Оскорбление (фильм, 1950)
«Оскорбление», другой вариант перевода названия «Бесчинство» (англ. Outrage) — нуаровая драма режиссёра Айды Лупино, которая вышла на экраны в 1950 году.
Лупино также была соавтором сценария вместе с продюсерами Малвином Уолдом и Коллье Янгом, который в то время был её мужем. Фильм рассказывает историю молодой девушки (Мала Пауэрс), которая после изнасилования переживает тяжёлый психологический кризис, приводящий к тому, что она убегает из своего небольшого городка, оставив родителей и своего жениха. Благодаря незнакомым людям, которые проявляют доброту и заботу по отношению к ней, жизнь девушки постепенно приходит в норму, однако психологическая травма по-прежнему даёт о себе знать.
Скандальный для своего времени, этот фильм был только второй голливудской картиной в период действия Производственного кодекса, который рассматривал тему изнасилования. Предыдущий фильм на эту тему — «Джонни Белинда» (1948) Жана Негулеско — принёс исполнительнице главной роли Джейн Уаймен Оскар как лучшей актрисе в главной роли.

## Сюжет
В небольшом городке Кэпитал-сити молодой парень Джим Оуэнс (Роберт Кларк), получив повышение на работе, делает предложение своей девушке Энн Уолтон (Мала Пауэрс), которое та с радостью принимает и приглашает Джима к себе в гости для знакомства с родителями. Отец Энн, учитель геометрии Эрик Уолтон (Рэймонд Бонд), считает, что дочь слишком молода для брака и могла бы пожить с родителями, но, видя счастливые лица молодых и радость своей жены, он даёт паре своё благословение. На следующий день Энн, которая работает бухгалтером на местной фабрике, задерживается допоздна в конторе, чтобы заработать деньги на предстоящую свадьбу. Её выхода с работы поджидает продавец уличной закусочной напротив её работы (Альберт Мелен), у которого Энн часто покупала пирожные. Ранее он безуспешно пытался флиртовать с ней, а сегодня услышал, что она выходит замуж. Около десяти часов вечера Энн в приподнятом настроении направилась одна с работы домой, однако на узких пустынных улочках она вдруг почувствовала, что её кто-то преследует. Энн пытается от него убежать, стучится в окна домов, пытается остановить проезжающую машину, но всё тщетно. Преследователь — продавец закусочной — загоняет её в угол на парковке для грузовиков. Пытаясь взобраться по ступенькам, Энн спотыкается, падает и ударяется головой, теряя способность оказать насильнику сопротивление.
Некоторое время спустя Энн возвращается домой измазанная в грязи, в помятой одежде и в шоковом состоянии. Разгневанные родители вызывают врача и сообщают о произошедшем в полицию. Прибывшие детективы пытаются выяснить у Энн о том, что с ней произошло и получить приметы насильника. Однако девушка не в состоянии отвечать на вопросы и не может ничего вспомнить, кроме того, что у нападавшего мужчины был шрам на шее и кожаная куртка. В течение нескольких дней Энн находится дома под наблюдением врача и родителей, однако сидеть в четырёх стенах становится нестерпимо, и она решает выйти на работу. На улице по дороге на работу и в конторе знакомые и коллеги держатся с ней сочувственно и предельно деликатно, однако Энн видит в их взглядах прежде всего любопытство. А от ритмичных ударов печати за соседним столом у неё начинается истерика. В результате подруга вынуждена увести её, чтобы успокоить и привести в чувства. Тем временем детективы приезжают за Энн на работу, чтобы сопроводить её на опознание. Они задержали четырёх подозрительных мужчин со шрамами на шее, однако ни в одном из них Энн не узнаёт насильника, утверждая, что вообще не сможет его опознать, так как не рассмотрела его лица. Джим несколько раз пытается увидеться с Энн, но она отказывается с ним встречаться. Наконец, после опознания ему удаётся с ней поговорить. Джим пытается достучаться до Энн, говорит, что любит её и предлагает немедленно жениться и уехать в другой штат. Однако Энн отвечает, что никогда не выйдет замуж, так как теперь «чувствует себя грязной». Тяжело переживая общение с близкими и знакомыми и не в силах преодолеть психологическое отчуждение, Энн, никому ничего не сказав, садится на автобус и уезжает в Лос-Анджелес. После 36 часов езды, во время одной из остановок в северной Калифорнии Энн слышит сообщение по радио о своём исчезновении, и опасаясь, что её опознают и задержат, направляется дальше пешком.
Пройдя приличное расстояние, в том числе, и по пересечённой местности, она в конце концов подворачивает лодыжку и падает в изнеможении на обочине сельской дороги. Проезжающий мимо Брюс Фергюсон (Тод Эндрюс) останавливается, чтобы помочь девушке, а затем отвозит её на соседнее апельсиновое ранчо, которое принадлежит чете Хариссонов — Тому (Кеннет Паттерсон) и Мадж (Энджела Кларк). Первоначально Энн, которая представилась как Энн Блейк, относится с настороженностью к новым знакомым, но вскоре понимает, что её окружают добрые и заботливые люди. Энн чувствует себя обязанной чем-то им отплатить. Узнав, что на фабрике Харрисонов по упаковке апельсинов в Санта-Поле не хватает людей, она вызывается добровольно пойти работать упаковщицей. Однажды Брюс заезжает к Энн на фабрику, чтобы узнать, как у неё идут дела. Поняв из разговора, что Брюс является священником, Энн начинает относиться к нему с большей теплотой, и между ними устанавливается духовная близость. Узнав, что Энн раньше работала бухгалтером, Брюс помогает ей перевестись на должность бухгалтера на той же фабрике. Однажды Брюс уговаривает Энн поехать с ним на прогулку в горы, откуда открывается вид на долину Санта-Пола. Наслаждаясь красотой этого места, Энн слушает рассказ Брюса о его службе в армии в качестве капеллана во время Второй мировой войны, о том, что он год пролежал с ранением, а затем и с туберкулёзом в госпитале, а вернувшись, потерял свой любимый приход, что все эти беды привели к временной потере веры. Однако, как рассказывает Брюс, когда он вернулся в родные края и открыл новый приход, он вернулся к вере. Брюс уверен, что так же будет и с Энн, что скоро она снова обретёт смысл и желание жить.
Некоторое время спустя шериф Чарли Хэнлон (Рой Энгел) заезжает на фабрику, и, стоя рядом с Энн, спрашивает у Тома, не брал ли тот в последнее время новых работников. Решив, что шериф разыскивает её, Энн убегает, но позднее приходит домой к Брюсу и сознаётся, что сбежала из дома. Брюс уверяет её, что шериф искал кого-то другого и советует ей перестать бегать и скрываться, а постараться жить нормальной жизнью. Брюс приглашает Энн на предстоящий праздник урожая, и несмотря на свои нервные переживания, она всё-таки приходит. Когда один из рабочих фабрики Фрэнк Марини (Джерри Пэрис) начинает навязчиво ухаживать за ней и пытается обнять и поцеловать, Энн, видя перед собой лицо не Фрэнка, а насильника, в панике бьёт его по голове тяжёлым гаечным ключом. Напуганная и растерянная, Энн снова убегает, но через несколько часов Брюс находит её в долине, в том месте, куда они приезжали вместе. Брюс отводит Энн обратно в город, где её задерживают. Шериф сообщает Брюсу, что Энн сбежала из дома после того, как два месяца назад была изнасилована в родном городе. Священник просит пропустить его в камеру, чтобы поговорить с Энн, которая по-прежнему пребывает в беспокойном состоянии. Поговорив с ней, Брюс понимает, что произошедшее с Фрэнком является следствием психологической травмы после изнасилования, и что Энн в момент удара находилась в состоянии временного помешательства. Позднее в кабинете судьи Макензи (Тристрам Коффин) Брюс предъявляет показания Фрэнка, оправдывающие Энн, и просит прокурора снять с неё обвинения. После того, как прокурор соглашается, судья направляет Энн на психиатрическое освидетельствование. Удовлетворившись тем, что Энн не представляет угрозы обществу, судья официально снимает с неё обвинения, но в своём решении предписывает Энн в течение года пройти курс психиатрического лечения. Брюс привозит Энн к себе домой, и наедине говорит, что по-настоящему полюбил её и счастлив был помочь ей. Далее священник сообщает Энн, что говорил с её родителями, которые её ждут. Энн отвечает, что тоже полюбила Брюса, и просит разрешения остаться и работать с ним. Однако священник убеждает девушку, что у неё свой жизненный путь. Ведь она по-прежнему любит верного Джима, и они должны быть вместе. Брюс провожает Энн на остановку и сажает в автобус в направлении дома. Брюс желает ей всего хорошего, и обращает свой взор к небесам.

## В ролях
- Мала Пауэрс — Энн Уолтон / Энн Блейк
- Тод Эндрюс — священник Брюс Фергюсон
- Роберт Кларк — Джим Оуэнс
- Рэймонд Бонд — Эрик Уолтон
- Лиллиан Хэмилтон — миссис Уолтон
- Рита Лупино — Стела Картер
- Хэл Марч — детектив, сержант Хендрикс
- Кеннет Паттерсон — Том Харрисон
- Рой Энджел — шериф Чарли Хэнлон

## Айда Лупино и история создания фильма
Киновед Брет Вуд пишет, что режиссёр фильма Айда Лупино родилась и получила образование в Англии, где и стала актрисой, «а в 1934 году дебютировала на американском экране», где в 1940-е годы «стала контрактной актрисой „Уорнер бразерс“». Её стали часто «приглашать (что, вероятно, было правильно) на роли умных дам, которые могут постоять за себя. Её партнёрами были, в частности, такие легендарные крутые парни, как Хамфри Богарт в „Высокой Сьерре“ (1941), Эдвард Робинсон в „Морском волке“ (1941) и Джордж Рафт в „Они едут по ночам“ (1940)». Как отмечает Вуд, Лупино «однажды назвали „запасной Бетт Дейвис“ потому что часто те роли, которые она играла, изначально предлагались этой резкой на язык звезде „Уорнер бразерс“. Но Лупино не собиралась довольствоваться ролями, отвергнутыми Дейвис. Отказ Лупино принять определённые роли привёл к тому, что студия в качестве наказания приостановила с ней контракт». Вместо того чтобы бездействовать или соглашаться на слабые роли, Лупино взяла карьеру в свои руки и создала продюсерскую компанию «Эмеральд продакшнс», которая начала производить фильмы вне студийной системы. Вскоре после начала работы над этим фильмом Лупино вместе с мужем Коллье Янгом и их партнёром Малвином Уолдом создала компанию «Филмейкерс», которая в итоге и выпустила этот фильм, ставший первой из нескольких совместных работ «Филмейкерс» со студией «RKO Pictures».
Вуд пишет, что «Лупино стремилась продюсировать фильмы, которые затрагивали бы те темы, которые обычно избегал голливудский мейнстрим. Помимо серьёзной проработки темы изнасилования в данном случае, фильмы Лупино были посвящены таким нетрадиционным темам, как двоежёнство — в „Двоеженце“ (1953), материнство вне брака — в „Нежелательном“ (1949), полиомиелит — в „Никогда не бойся“ (1949) и даже спортивная коррупция — в „Твёрдый, быстрый и красивый“ (1951)». Как отметил историк фильма нуар Эндрю Дикос, «в 1950 году Лупино поставила „Никогда не бойся“ о молодой женщине, которая борется с полиомиелитом, и „Оскорбление“, первый серьёзный фильм об изнасиловании, рассказанный с феминистской точки зрения». По словам киноведа Эндрю Спайсера, "фильм «Никогда не бойся» привлёк внимание студии RKO, которая согласилась обеспечить финансирование, производственную базу и дистрибуцию следующих пяти фильмов Лупино в обмен на 50 процентов прибыли. Первым фильмом по этому договору как раз и стало «Оскорбление».
Как отмечается на сайте Американского института кино, этот «фильм был одним из первых американских фильмов, столь подробно рассматривавших тему изнасилования. Первоначально сценарий фильма был отвергнут Администрацией производственного кодекса как „неприемлемый“ по содержанию, так как „имеет дело только с изнасилованием“. Администрация была недовольна чрезмерным упором в истории на „элемент сексуального извращения“, отметив, что термины „сексуальный маньяк“ и „сексуальный злодей“ использованы на всём протяжении сценария. И хотя первоначально Янг и Уолд не принимали критику и угрожали подать апелляцию на отказ, в конце концов, они переработали сценарий в соответствии с рекомендациями Администрации». 8 февраля 1950 года директор Администрации производственного кодекса Джозеф И. Брин одобрил переработанный сценарий, позитивно отметив устранение всех ссылок на сексуальную природу насильника. «При этом Брин предостерёг создателей фильма от попыток „превратить его в сенсацию“ на стадии съёмок, и рекомендовал избегать в сценарии слов „изнасилование“ и „насильник“. В итоге эти слова ни разу не употребляются в фильме».
Вуд указывает, что «поскольку фильмы Лупино производились за пределами студийной системы, им немного не хватает технического блеска типичного студийного фильма. Лупино опиралась главным образом на актёров, не подписанных крупными студиями, так что в её фильмах действуют главным образом малоизвестные актёры». Режиссёром фильма был назначен Элмер Клифтон, «ветеран немого кино, который зарабатывал на жизнь арендованным режиссёром на низкопробных вестернах, таких как „Шепчущий череп“ (1944)», а в 1949 году поставил для компании Лупино «Эмеральд продакшнс инк» фильм нуар «Судья» (1949) и драму «Нежелательный» (1949). Однако в самом начале съёмок Клифтон серьёзно заболел, и Лупино, чтобы не прерывать съёмочный процесс, «сама заняла режиссёрское кресло. Компания была переименована в „Филмейкерс инк“, и таким образом началась её двадцатилетняя карьера влиятельной женщины-режиссёра». Как указывает Вуд, "слегка неприглаженный стиль фильмов Лупино вкупе с их часто сенсационной тематикой, привёл к тому, что её как режиссёра вскоре стали называть «Королевой фильмов В». Позднее «Лупино добилась признания как поразительно универсальный и сильный телережиссёр, работая над такими разнообразными телесериалами, как „Остров Гиллигана“ (1964-66), „Моя жена меня приворожила“ (1964), „Сумеречная зона“ (1964) и 9 эпизодов сериала „Триллер“ (1961-62) с Борисом Карлоффом в главной роли».

## Оценка фильма критикой

### Общая оценка фильма
Как отмечено на сайте Американского института кино, «обозреватели обратили внимание на провокационную тему картины и в большинстве случаев высоко оценили то, как Лупино с ней справилась». Так, сразу после выхода фильма на экраны газета «Нью-Йорк таймс» была восхищена работой Лупино и её «откровенностью и решительностью в подходе к теме изнасилования и его трагических последствий». Обозреватель «Лос-Анджелес экспресс» высоко оценил «отвагу и искренность фильма в пределах хорошего вкуса», далее обратив внимание на то, что «фильм указывает на серьёзные последствия как для общества, так и отдельных личностей хищнических действий сексуальных преступников». Журнал «Variety» подчеркнул, что «в основу сюжета этой мелодрамы положено изнасилование и то воздействие, которое оно оказывает на жертву и на её любимых. Однако в разработка темы более сориентирована на события, которые происходят после этого». По мнению журнала, «постановка Лупино начальных эпизодов производит сильнейшее впечатление. В последующих эпизодах, где Пауэрс начинает снова обретать себя, темп становится неторопливым, почти идиллическим».

### Жанровые особенности фильма
Вуд приводит слова Мартина Скорцезе, который относит картину к жанру нуар, так как она «несёт мрачную и угрожающую атмосферу этого жанра», хотя в ней и нет обычных для нуара убийств, перестрелок и банковских ограблений". Вместо этого рассказывается «личная история одной женщины, которая пытается справиться с психологическими аспектами изнасилования». Скорцезе называет эту картину «„угнетающим исследованием, показывающим банальность зла в обычном небольшом городке“, то есть это не то, что обычно определяют как нуар». Однако, продолжает Скорцезе, «фильм нуар не характеризуется только вооружёнными ограблениями или убийствами мужей и жён. Его сущность лежит в большей степени в психологической ткани истории, а также в визуальных приёмах, с помощью которых история рассказывается». И если смотреть с этой точки зрения, то «немного фильмов передали дух послевоенного нуара более сильно и точно, чем этот фильм».
Вуд также обращает внимание на то, что когда героиня фильма «пытается заново начать жизнь, очень мало внимания обращается на поиски преступника. В некоторых смыслах это ещё один отход от правил нуара, который обычно строит интригу вокруг преступления и наказания». С другой стороны, «для жанра не менее важны психологические мучения и запутанность сознания, которые омрачают перспективы персонажей. Внутреннее смятение Энн столь же всепоглощающее, как и в любом криминальном расследовании, и Лупино ясно хочет показать, что поимка насильника мало ослабит боль и смятение Энн, которые, наверняка, продлятся и после финальных титров». Кроме того, по мнению критика, «в некоторых смыслах фильм отчётливо несёт отличительные признаки нуара. Сцена преследования насыщена искажёнными пропорциями и нависающими тенями, определяющими визуальную сторону жанра».

### Оценка режиссёрской работы
По мнению современного историка кино Хэла Эриксона, «в плане содержания фильм намного опередил своё время». С другой стороны, он пишет: «Как ни странно, Айда Лупино решает работать с материалом совершенно безыскусно. Тематика фильма заслуживает более тонкой разработки, чем она получила от обычно надёжной Лупино». Вуд обращает внимание на то, что «Лупино избегает некоторых типичных приёмов нагнетания саспенса. Вместо того, чтобы хоронить сцену изнасилования под возбуждённой оркестровой музыкой, она делает её по большей части беззвучной, что только усиливает напряжённость. Сначала мы слышим, как приятно и беззаботно насвистывает Энн,… но с её свистом контрастирует волчий свист насильника, который следит над ней из теней». Вуд считает, что «одним из многочисленных достижений фильма» является и «нежелание Лупино завершить фильм банальным счастливым концом, который волшебным образом восстанавливает персонажи до их нормального состояния… Уход от условностей экранной драмы был одной из постоянных целей Лупино как сценариста, продюсера и режиссёра».